# Цзэн Цзицзэ
Цзэн Цзицзэ (кит. трад. 曾紀澤, упр. 曾纪泽, пиньинь Zēng Jìzé) (1839, Сянсян, Хунань — 12 апреля 1890, Пекин) — китайский дипломат, известный как блестящий переговорщик с европейскими державами, также учёный и литератор.

## Биография
Цзэн Цзицзэ был старшим сыном в семье Цзэн Гофаня, полководца, успешно участвовавшего в подавлении восстания тайпинов и ведущего прогрессивного министра цинского правительства. Он унаследовал отцовский титул хоу (кит. 侯), передающийся в западной литературе как маркиз, в 1877 году. 
Помимо традиционного китайского образования, Цзэн Цзицзэ обладал хорошим знанием европейской науки и говорил по-английски, что резко выделяло его среди чиновников Китая той эпохи. Признанный современниками светочем дипломатии, в 1878 он был назначен посланником Цинской империи в Великобритании и Франции, и занимал этот пост семь лет (1879—1885). Он проявил себя как горячий сторонник модернизации Китая, особенно в технологической области: его советник, инженер Ян Вэньхуэй, специально занимался тем, что отбирал новое европейское научное оборудование для отправки в Китай. Цзэн Цзицзэ публиковал статьи в британской периодике, благодаря чему заслужил признание как у коллег-дипломатов, так и широкой публики, в первую очередь в Великобритании. 
В истории России он проявил себя как автор «первой победы китайской дипломатии в XIX веке», добившись в 1880—1881 годах отмены условий предложенного Россией Ливадийского договора 1879 года и заключения Петербургского договора, касающегося границ между современными СУАР и Казахстаном (отсюда второе название Договор об Илийском крае). Этот договор был подписан на значительно лучших для Китая условиях, фактически вернув Китаю его современную границу на северо-западе.
В январе 1884 года, после захвата адмиралом Амедеем Курбе крепости Шонтэй в ходе Тонкинской кампании, Цзэн Цзицзэ написал и опубликовал в Германии, в Breslau Gazette, провокационную статью, в которой сослался на франко-прусскую войну: 
|  | Отвага французских солдат была так расхвалена, что можно подумать, будто они взяли Мец или Страсбург, а не Шонтэй. |

Эта и предыдущие провокации вынудили французское правительство потребовать его замены в апреле 1884. Цинская империя, встревоженная разгромом китайской армии в Бакниньской кампании, выполнило требование 28 апреля, приблизившись тем самым к заключению Тяньцзиньского соглашения. Сюнь Цзинчэнь был назначен посланником Китая во Франции, Германии, Австрии и Италии, а Цзэн — освобождён от должности посланника во Франции. В ожидании прибытия Сюнь Цзинчэня из Китая (он отплыл в сентябре 1884 года и прибыл в Европу в начале 1885 года) временным посланником во Франции был назначен китайский посланник в Германии Ли Фэнбао.
Перед возвращением в Китай в конце 1886 года, он получил пост ответственного за только что образованное Адмиралтейство. Вернувшись в Пекин, он также был назначен главой Палаты внешних сношений (цинский аналог Министерства иностранных дел). 
В 1889 он возглавил дипломатический языковой колледж Тунвэньгуань (кит. 同文館, позже составил значительную часть Пекинского университета). На следующий год он скончался в ранге чиновника II ранга в возрасте 51 года.

## Семья
Был женат на дочери Лю Жуна, помощника своего отца. У них было три сына, две дочери и один приёмный сын, из которых до зрелых лет дожили средний сын Цзэн Гуанлуань и приёмный сын Цзэн Гуанцюань.